# Wolfram-Schwermetall-Legierung

WNi6,5Fe3,5 1000-fache Vergrößerung DIC
Aufgenommen im Institut für Werkstoffkunde und Angewandte Mathematik der TH Köln

WNi6,5Fe3,5 1000-fache Vergrößerung REM
Aufgenommen im Institut für Werkstoffkunde und Angewandte Mathematik der TH Köln

Als Wolfram-Schwermetall-Legierungen (WSM) werden pulvermetallurgisch hergestellte Legierungen von Wolfram mit anderen Metallen bezeichnet. Als Matrix für die Wolframteilchen dienen die Legierungselemente Nickel-Eisen oder für nichtmagnetische Anwendungen Nickel-Kupfer.

## Übersicht
Wolfram-Schwermetall-Legierungen sind in der Werkstoffnorm ASTM B777-07 definiert. Dabei werden sie entsprechend ihrem Wolframgehalt zwischen 90 und 97 Massenprozent in 4 Klassen (Class 1–4) unterteilt. Class 1 hat 90 %, Class 2 hat 92,5 %, Class 3 hat 95 % und Class 4 hat 97 % Wolframgehalt.
Die Dichte liegt je nach Legierungsbestandteilen zwischen 16,85 g/cm³ und 18,85 g/cm³. Bezeichnend für Wolfram-Schwermetall-Legierungen ist die gute Zerspanbarkeit, gute Temperaturbeständigkeit, hohe Festigkeit und die hohe Dichte.
Wolfram-Schwermetall-Legierungen werden aufgrund ihrer schlechten Schweißbarkeit, trotz ihrer guten mechanischen Eigenschaften (Zugfestigkeit zwischen 700 und 1400 Mpa), selten als Konstruktionswerkstoff verwendet.

## Verwendung
Die Anwendung von Wolfram-Schwermetall-Legierungen erfolgt entsprechend ihren Eigenschaften.
Hohe Dichte:
- Ballistische Projektile (Militär,[3] Dart, Bogenschießen)
- Gewichte im Sport (Formel 1, Segeln, Angeln)
- Wucht-/Ausgleichsgewichte (Kurbelwellen, Turbinen, Rotoren)
- Schwingungsdämpfende Bohrstangen
- Werkzeughalter
- Vibrationsunwuchten (Mobiltelefon, elektrische Zahnbürste)
- Rotoren zum Aufzug von Automatikuhrwerken

Strahlungsabsorption:
- Abschirmung von Gamma- und Röntgenstrahlen
- Als Kollimatoren

Temperaturbeständigkeit:
- Formeinsätze und Auswerfer im Aluminium/Magnesium Druckguss.
- Elektroerodieren
- Wände von Plasmagefäßen[4] und Divertoren[5] in Kernfusionsreaktoren